# فلاديسلاف يان زمودا
فلاديسلاف يان زمودا (بالبولندية: Władysław Żmuda)‏ هو لاعب كرة قدم ومدرب كرة قدم بولندي، ولد في 10 فبراير 1939 في رودا شلاسكا في بولندا. لعب مع شلوسك فروتسلاو.